# Порєччя (Бежецький район)
Порєччя (рос. Поречье) — село в Бежецькому районі Тверської області Російської Федерації.
Населення становить 226 осіб. Входить до складу муніципального утворення Пореч'євське сільське поселення.

## Історія
Від 2005 року входить до складу муніципального утворення Пореч'євське сільське поселення.

## Населення
| 1859 | 1887 | 1897 | 1920 | 1997 | 2008 | 2010 |
| ---- | ---- | ---- | ---- | ---- | ---- | ---- |
| 402  | ↗435 | ↗531 | ↗594 | ↘300 | ↘232 | ↘226 |